# Idaea allongata
Idaea allongata är en fjärilsart som beskrevs av Otto Staudinger 1898. Idaea allongata ingår i släktet Idaea och familjen mätare. Inga underarter finns listade i Catalogue of Life.